# Klaaskinderenkerke
Klaaskinderenkerke, souvent Klaaskinderkerke, est un ancien village, ancienne seigneurie et ancienne commune située dans la commune néerlandaise de Schouwen-Duiveland, de la province de la Zélande.
Klaaskinderkerke fut sévèrement touché par l'Inondation de la Toussaint en 1570, qui signifiait la fin du village et de son église. Le lieu resta tout de même une entité indépendante et fut érigé en commune au début du XIXe siècle. Son état de commune était éphémère : dès 1813, la commune fut rattachée à Duivendijke.